# Бовкун Володимир Онисимович
Володимир Онисимович Бовкун (нар. 17 вересня 1951, Умань) — український художник та скульптор, член Національної спілки художників України (1986).

## Життєпис
Народився 17 вересня 1951 року в місті Умань Черкаської області.
У 1969 році закінчив Республіканську художню школу, у 1975 році — Київський державний художній інститут (педагог з фаху — Тетяна Яблонська).
Працює в галузі графіки, скульптури, станкового та монументального живопису. Основні твори: «Нічний купальник» (1988), «Молитва» (1989), «Храм» (1995), «Ловець вітру» (1998).

## Виставки
Персональні виставки:
- «Ретранслятор», живопис. Галерея «Bottega» (2010, Київ);
- «Блік», живопис. Галерея «Ательє Карась» (2006, Київ);
- «Тиша», живопис. Галерея «Совіарт» (2004, Київ);
- «Іллюзії», живопис. Галерея «Триптих» (2003, Київ);
- «Літак», живопис. Галерея «Ательє Карась» (1999, Київ);
- «Меланхолія», живопис. Галерея «Олімп» (1998, Київ);
- «Об'єкти», інсталяції. Галерея «Ательє Карась» (1998, Київ);
- Перформанс «А. Д.». Траверсі Театр (1997, Единбург, Велика Британія);
- «USIA», Ґрант уряду США — персональна програма (1996, Вашингтон, Нью-Йорк, Нью-Хейвен, Чикаго, Сан-Франциско);
- «Тріумфальна Арка», живопис. «The Kismet Gallery» (1996, Сан-Хосе, США);
- «Ассамбляж», білі об'єкти. Будинок Художника (1996, Київ);
- «ЇжАрт», перформанс. Акція. Центр Сучасного Мистецтва «Брама» (1995, Київ);
- «АRKADIЯ», живопис. Національний художній музей України (1995, Київ);
- «Еротична колона», живопис. «L&L Gallery» (1995, Київ);
- «КОД», табло-живопис. Центр Сучасного Мистецтва «Брама» (1994, Київ);
- «Листи», табло-живопис. «Галерея Вікторія» (1994, Київ);
- «Сучасний абстрактний живопис України», табло-живопис. Палац Пальффі (1993, Відень, Австрія);
- «Табло», табло-живопис. Центр Сучасного Мистецтва «Брама» (1992, Київ);
- «Двері», живопис. Зал Спілки Художників України (1991, Київ);
- «Перша в США», живопис, графіка. «Майя Польскі Геллері» (1990, Чикаго, США);
- «Перестройка», живопис, графіка. Культурний Центр «L'espase Marks» (1989, Лілль, Франція);
- «Версії», графіка. Музей історії Києва (1988, Київ).

Перелік групових виставок (вибірково):
- «Прощавай, зброє!», живопис. «Арсенал», АртПінчук Центр (2005, Київ);
- «XX художників України — кінець століття». Галерея «Ательє Карась» (2000, Київ);
- «Нові спрямування». Центральний виставковий зал СХУ (2000, Київ).